# داروين ريوس
داروين ريوس (بالإسبانية: Darwin Ríos) (25 أبريل 1991 في بوليفيا - ) هو مدرب كرة قدم ولاعب كرة قدم بوليفي في مركز الهجوم. شارك مع منتخب بوليفيا تحت 20 سنة لكرة القدم ومنتخب بوليفيا لكرة القدم. أما مع النوادي، فقد لعب مع نادي شريف تيراسبول ونادي غوبيارا ونادي بلومينغ.

## وصلات خارجية
- داروين ريوس على موقع قاعدة بيانات كرة القدم.إي يو (الإنجليزية)
- داروين ريوس على موقع ناشيونال فوتبول تيمز (الإنجليزية)
- داروين ريوس على موقع Soccerway.com (الإنجليزية)